# Atanyjoppa maculipes
Atanyjoppa maculipes là một loài tò vò trong họ Ichneumonidae.